# Farragut (Tennessee)
Farragut è un comune degli Stati Uniti d'America, situato nello Stato del Tennessee, diviso tra la Contea di Knox e la Contea di Loudon.